# Frontera entre Polònia i Lituània
La frontera entre Polònia i Lituània existeix des del restabliment de la independència de Lituània l'11 de març de 1990. Fins llavors, la frontera era idèntica a la de la República Popular de Polònia i la República Socialista Soviètica de Lituània dins de la Unió Soviètica. La longitud de la frontera és de 104 kilòmetres. Transcorre des del sud-est del trifini Lituània-Polònia-Rússia al trifini a Belarús-Lituània-Polònia.
És l'única frontera terrestre que els Estats bàltics, membres de la Unió Europea i de l'OTAN comparteixen amb un país que no és membre de la Comunitat d'Estats Independents.
Per a la planificació militar de l'OTAN, la zona fronterera es coneix com el Corredor de Suwalki (Suwalki Gap en anglès i Przesmyk Suwalki en polonès, per la propera ciutat de Suwałki), atès que representa un estreta franja de terra plana difícil de defensar que es troba entre Belarús i l'enclavament rus de Kaliningrad i que connecta els Estats bàltics membres de l'OTAN amb Polònia i la resta de l'OTAN. Aquest punt de vista es reflecteix en un exercici de l'OTAN de 2017, que per primera vegada es va centrar en la defensa del corredor d'un possible atac de Rússia.

## Història
L'actual frontera entre Polònia i Lituània existeix des del restabliment de la independència de Lituània l'11 de març de 1990. Fins llavors, la frontera era idèntica a la de la República Popular de Polònia i la República Socialista Soviètica de Lituània dins de la Unió Soviètica. Aquesta frontera es va establir en la postguerra de la Segona Guerra Mundial. Hi va haver una frontera diferent entre aproximadament el Segona República de Polònia i Lituània en el període de 1918-1939. Després del conflicte fronter entre Polònia i Lituània, des de 1922 endavant va ser estable, i tenia una longitud de 521 kilòmetres. Durant l'època de les particions de Polònia, hi havia fronteres entre el tsarat de Polònia (voivodat d'Augustów) i les terres lituanes de l'Imperi Rus (governació de Kovno i governació de Vilna). Des de la Unió de Lublin (1569) a les particions, no hi havia frontera entre Polònia i Lituània, ja que tots dos països en formaven part d'una sola entitat federada, la Confederació de Polònia i Lituània. Durant l'edat mitjana, el regne de Polònia i el Gran Ducat de Lituània compartien una altra frontera.
Lituània i Polònia es van unir a l'espai Schengen en 2007. Això significava que tots els controls de passaports van ser retirats al llarg de la frontera al desembre de 2007.

## Evolució de les fronteres

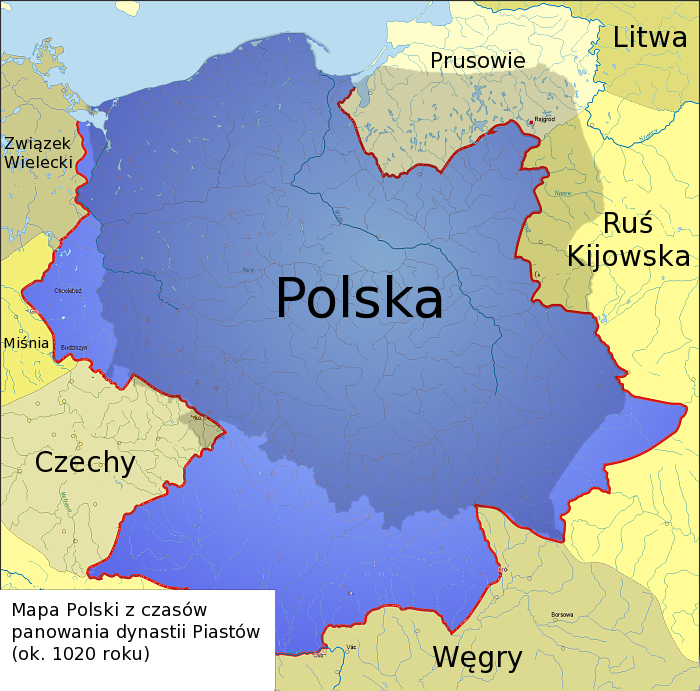
Mapa de Polònia a principis del segle xi mostra les terres poloneses i lituanes separades pels antics territoris prussians i la Rus de Kíev
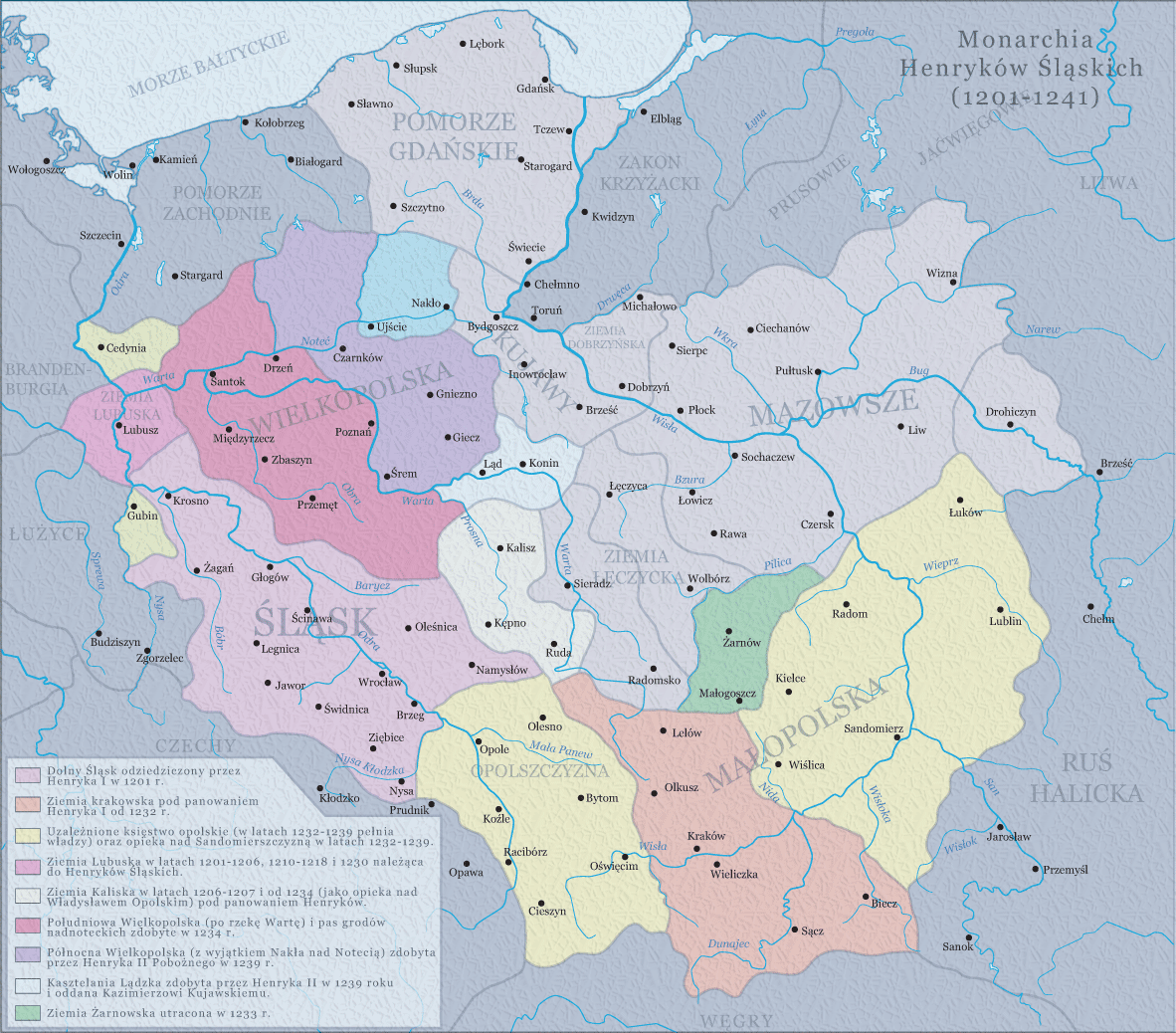
Mapa de Polònia en la primera meitat del segle xiii, que mostra una frontera entre el ducat de Masòvia i Lituània
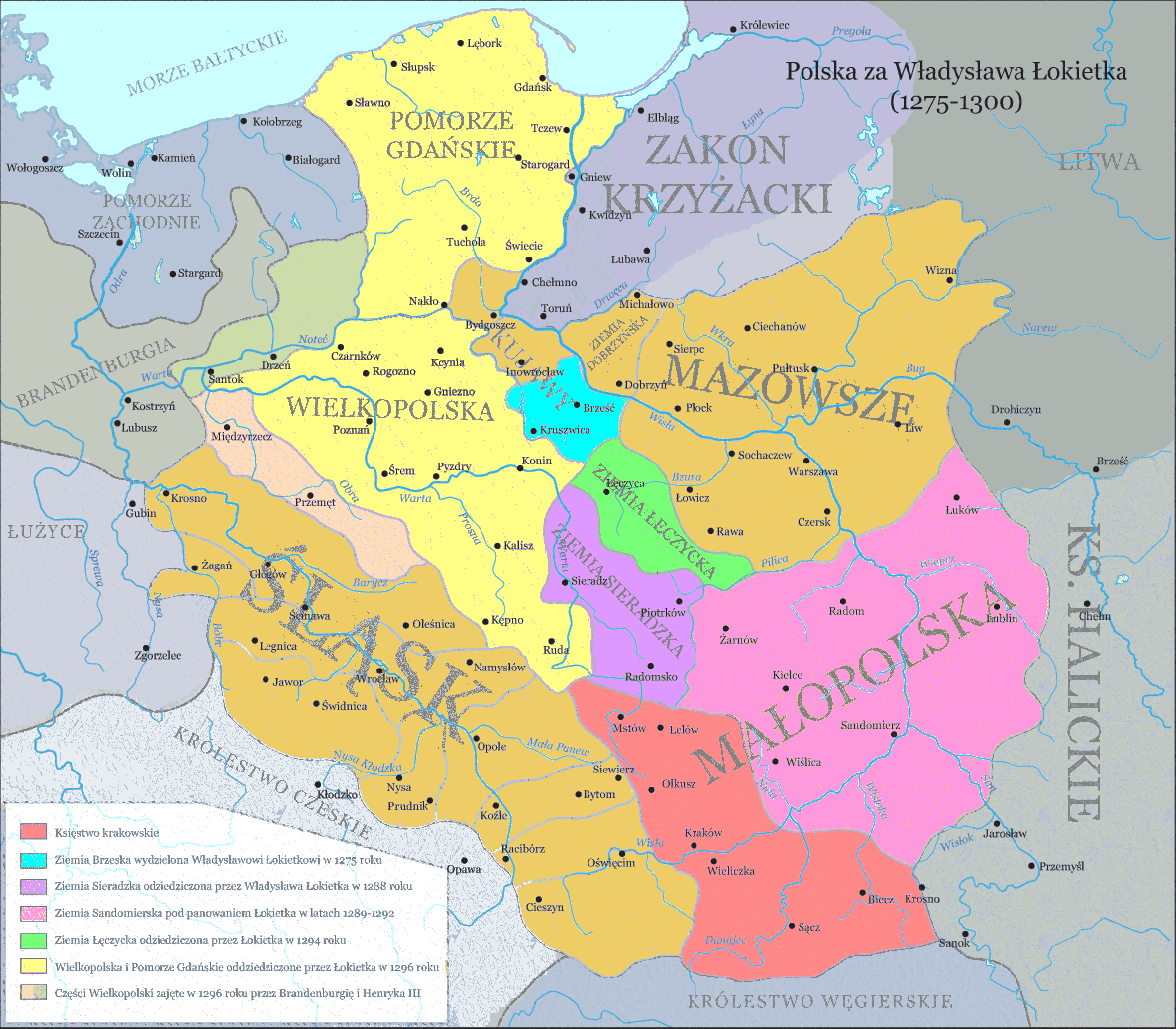
Mapa de Polònia i Lituània al voltant de 1275-1300, amb una frontera visible lituanopolonesa
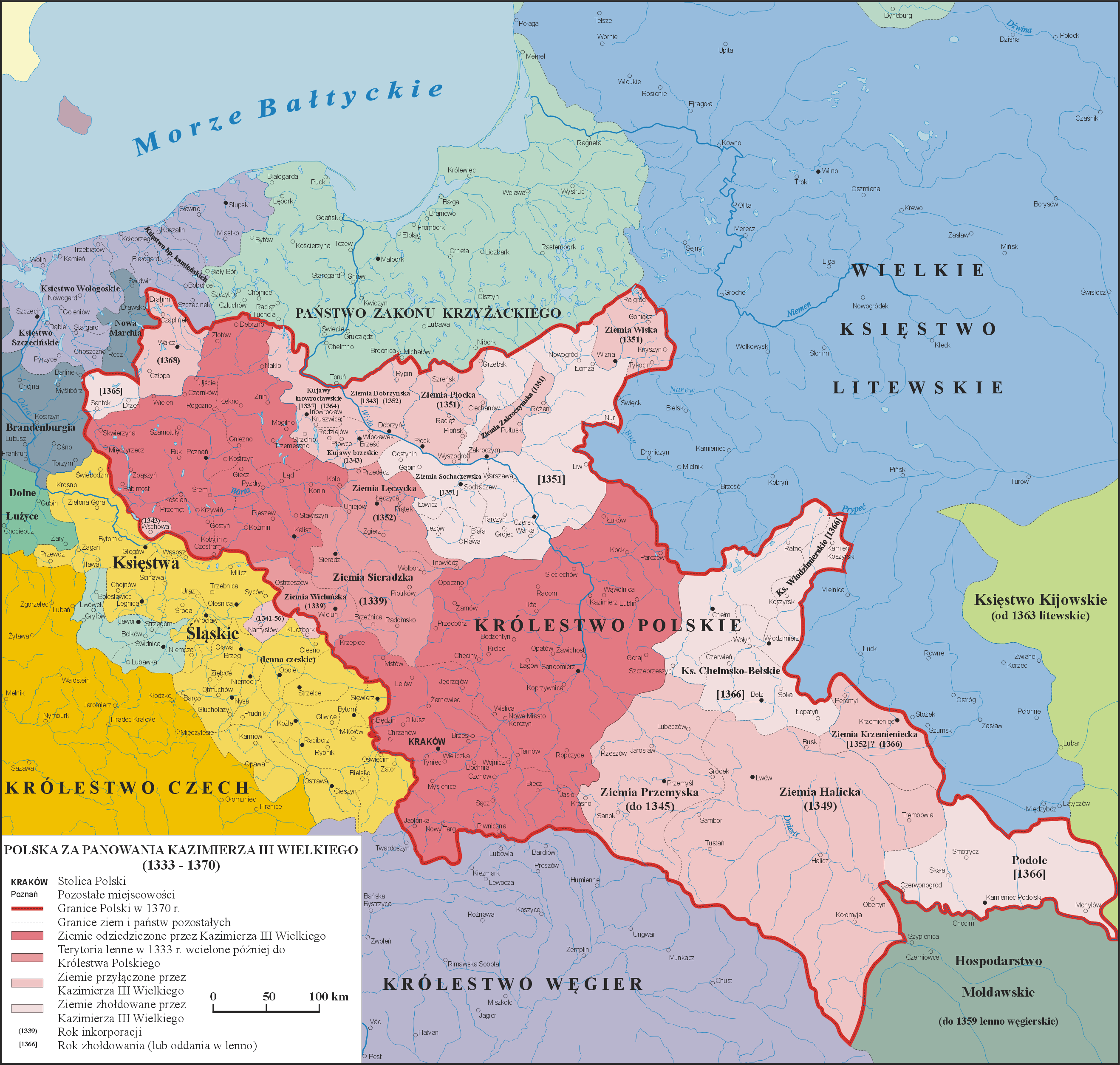
Mapa de Polònia i Lituània al voltant de 1333-1370, amb una frontera visible lituanopolonesa
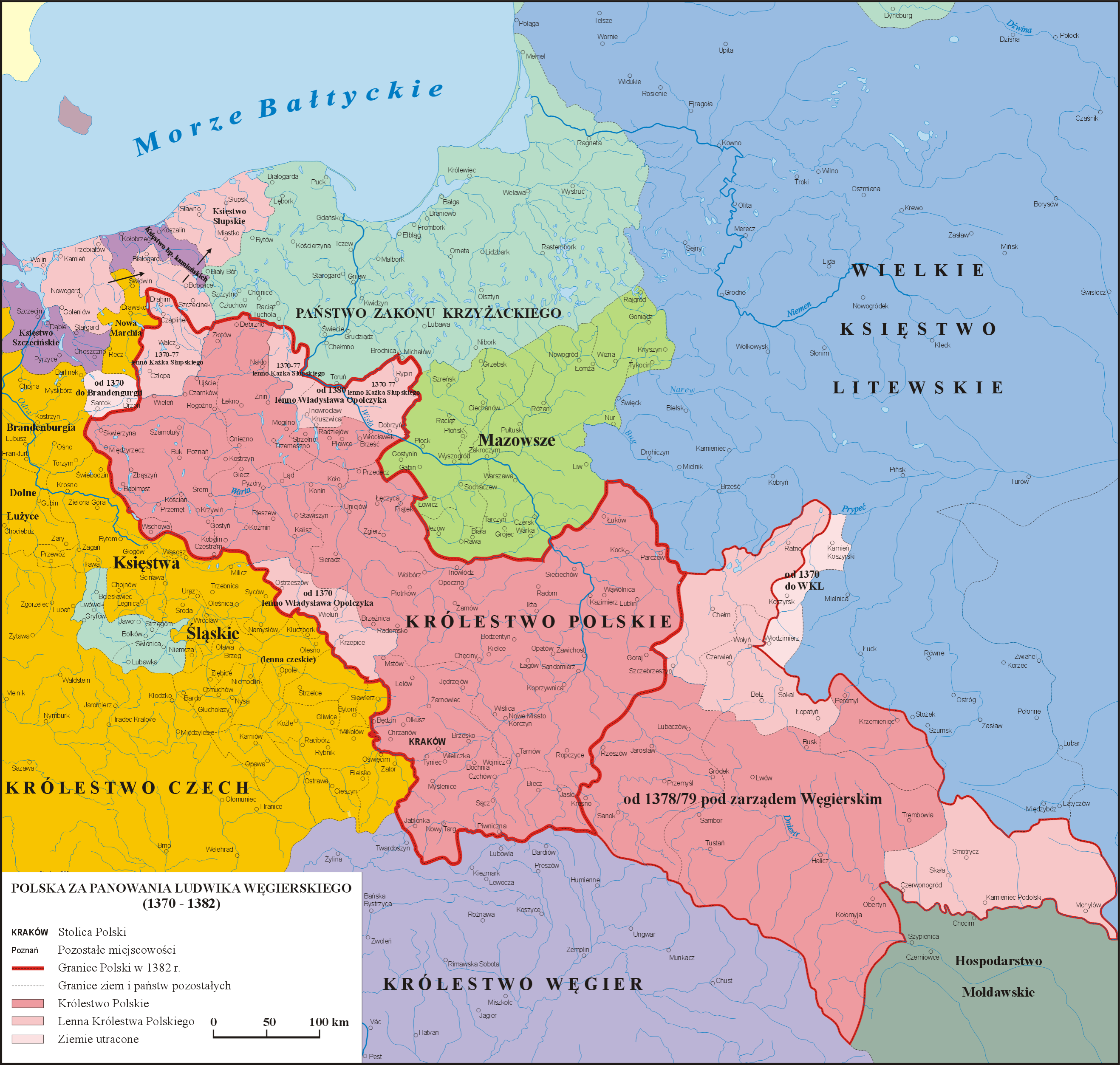
Mapa de Polònia i Lituània al voltant de 1370-1382, amb una frontera visible lituanopolonesa
Mapa de Polònia i Lituània al voltant de 1386-1434, amb una frontera visible lituanopolonesa
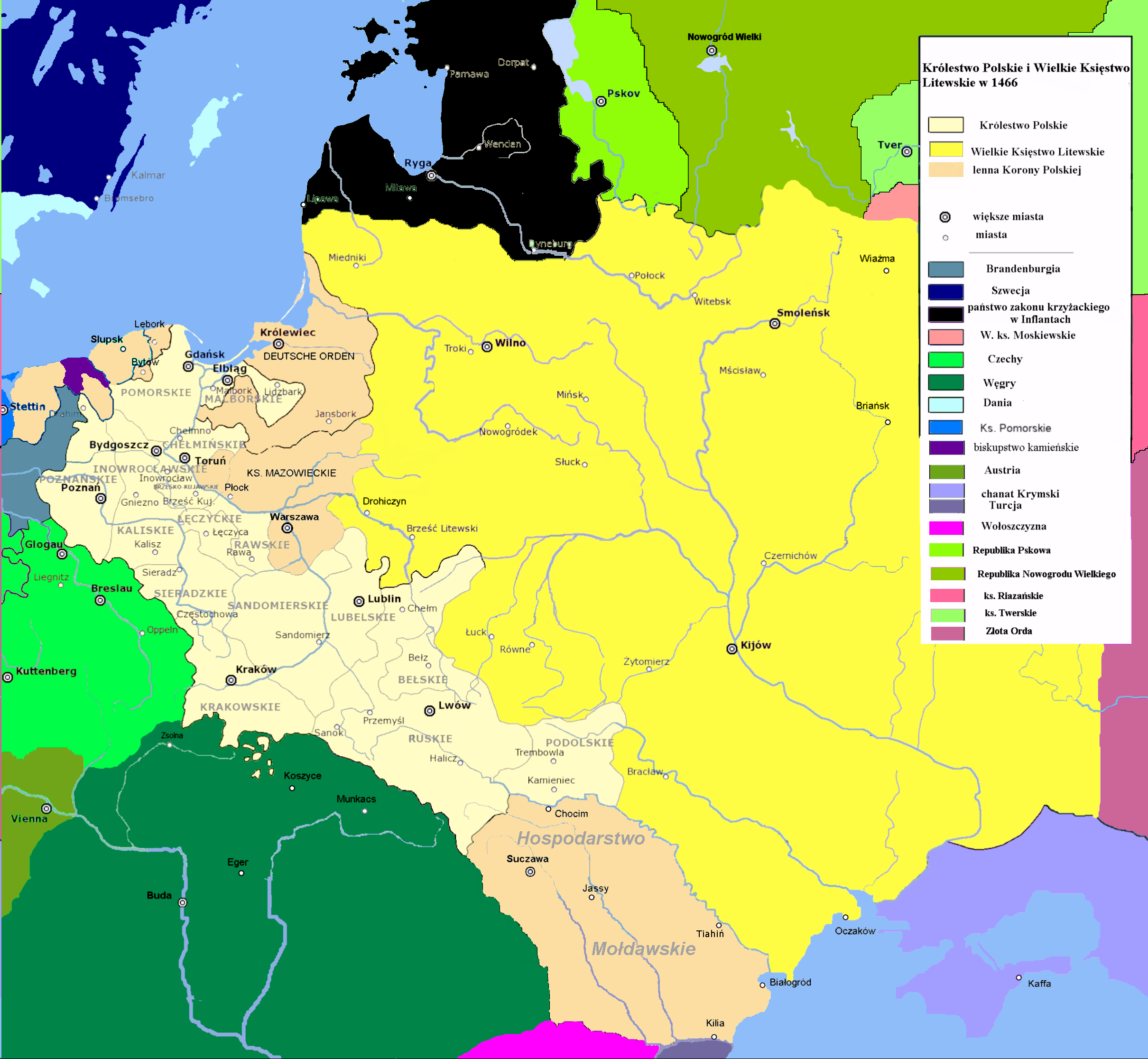
Mapa de Polònia i Lituània al voltant de 1466, amb una frontera visible lituanopolonesa
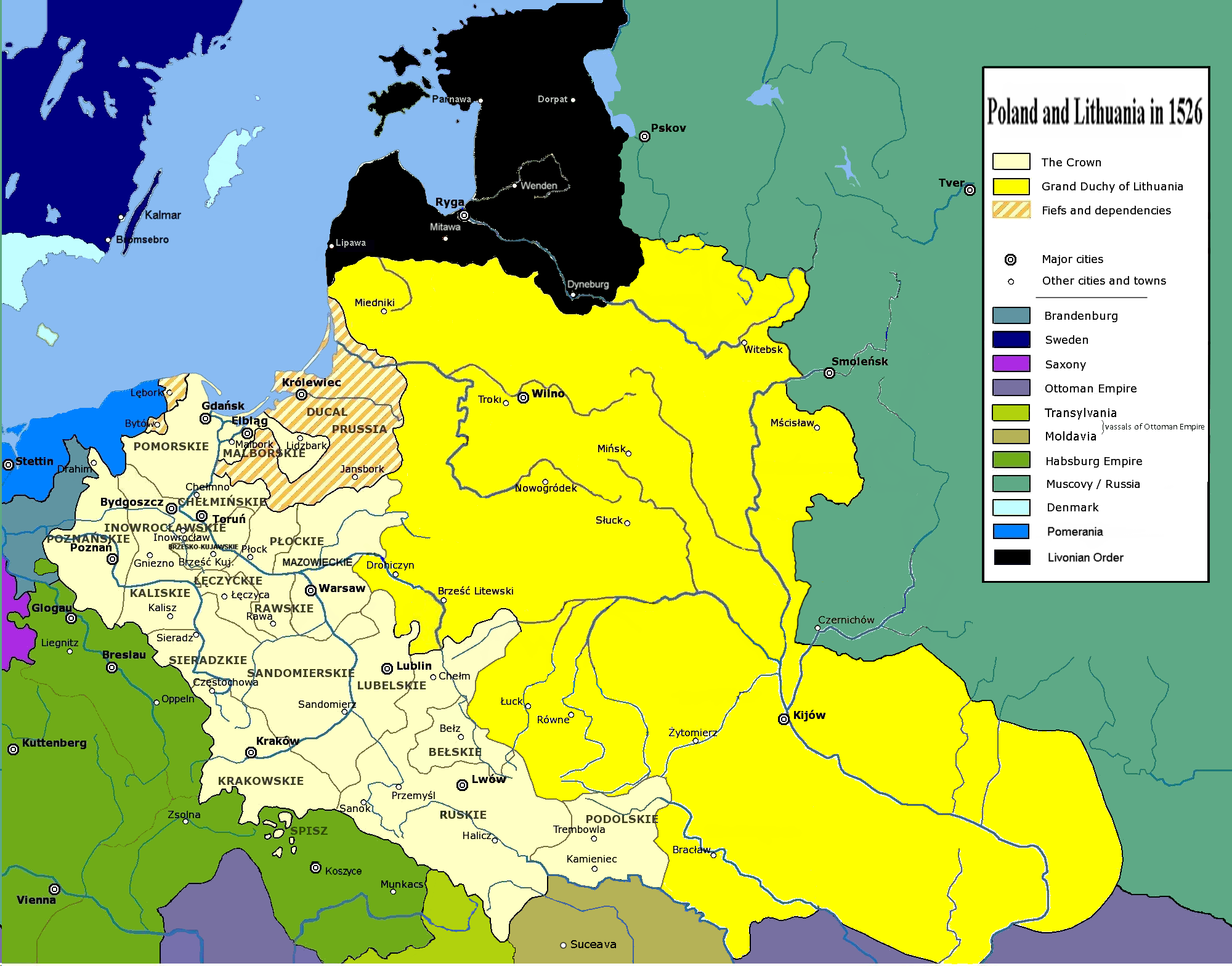
Mapa de Polònia i Lituània al voltant de 1526, amb una frontera visible lituanopolonesa
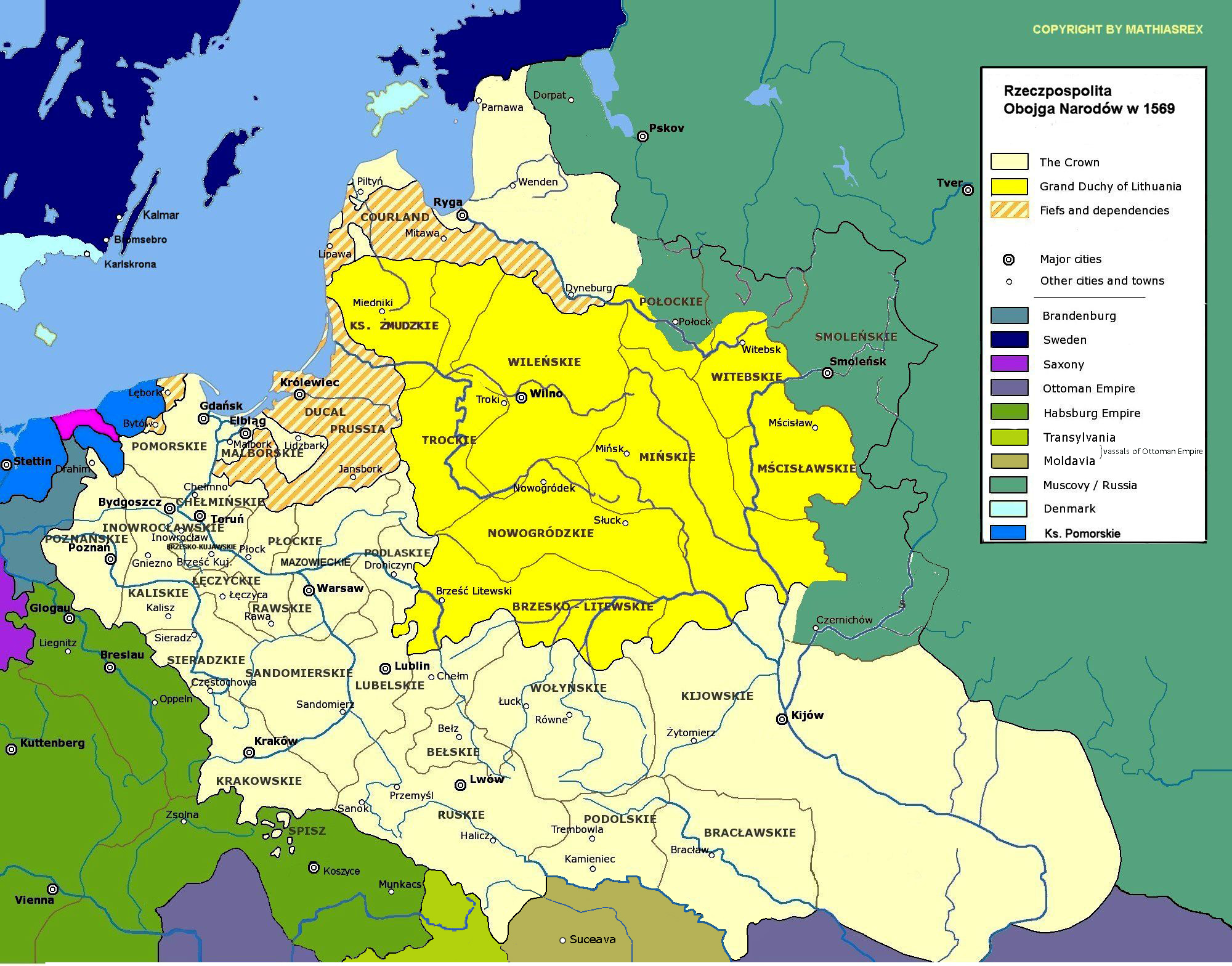
Mapa de la Confederació lituanopolonesa després de la seva formació el 1569, amb una visible frontera lituanopolonesa. Els territoris ucraïnesos van ser transferits sota el control administratiu de la Corona del Regne de Polònia.
Mapa de Lituània al voltant de 1867–1914, amb una frontera visible russopolonesa (Lituània no tenia entitat pròpia)
Frontera lituanopolonesa als voltants de 1918–1939

## Antics passos fronterers

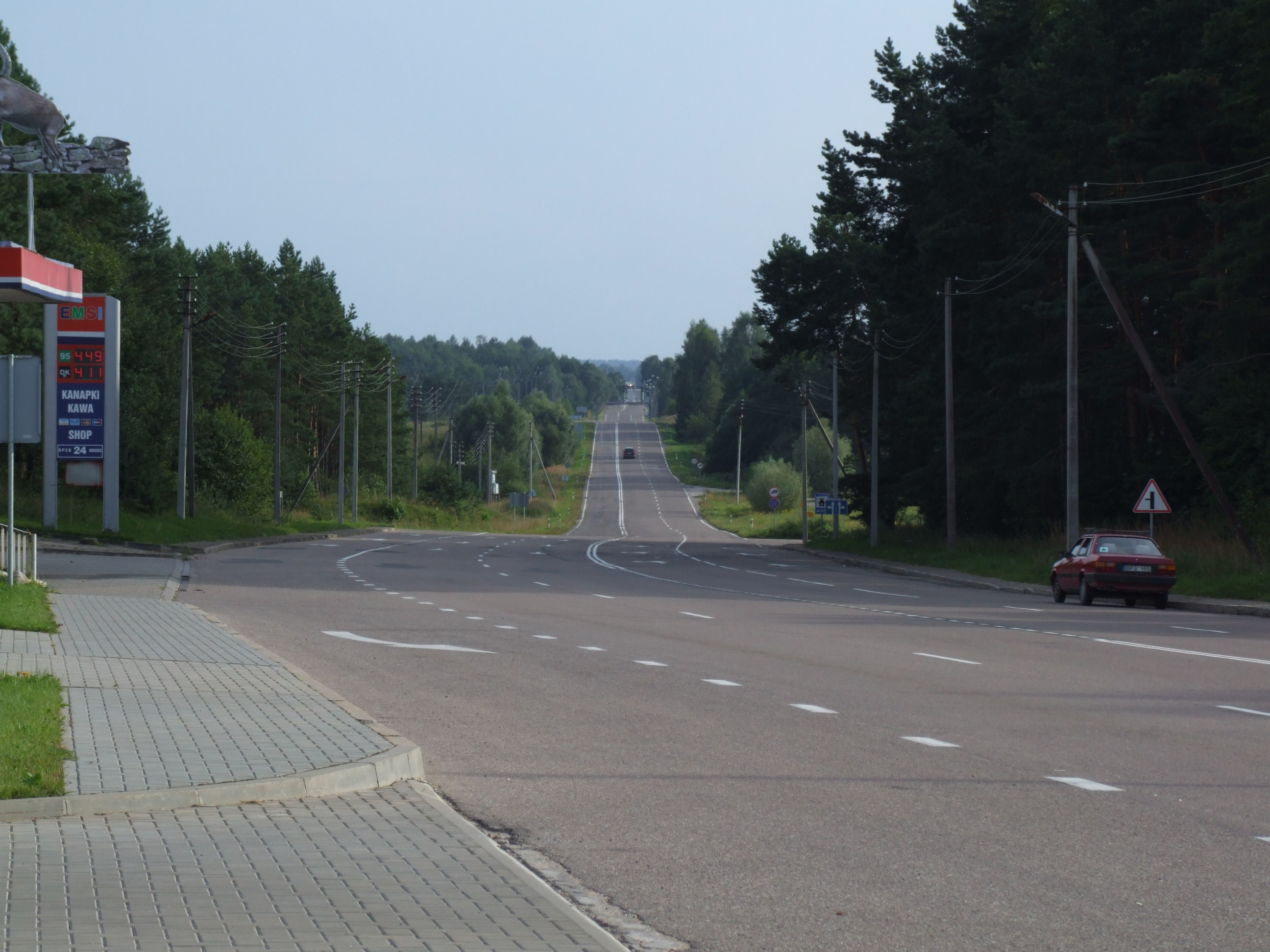
Antic pas fronterer Ogrodniki–Lazdijai

En el període 1991-2007, hi havia tres passos fronterers per carretera i un per ferrocarril entre Polònia i Lituània.
L'1 de maig de 2004, quan tant Polònia com Lituània es van unir a la Unió Europea, aquesta frontera esdevingué una frontera interior de la Unió Europea. El 21 de desembre de 2007, Polònia i Lituània es van adherir als acords de Schengen. Després d'aixpo, travessar la frontera esdevé més fàcil, ja que les fronteres internes de la UE estan obertes a tot el tràfic amb poca necessitat de control. Encara hi ha, tanmateix, duanes ocasionais i controls policials contra el tràfic de mercaderies restringides, que només afecten l'1% dels viatgers.
Carretera
- Budzisko-Kalvarija
- Ogrodniki-Lazdijai
- Berżniki-Kapčiamiestis

Ferrocarril
- Trakiszki-Šeštokai